# Kamienica Fritza Weidnera w Bydgoszczy
Kamienica Fritza Weidnera w Bydgoszczy – kamienica położona w Bydgoszczy przy ul. Gdańskiej 34.

## Położenie
Budynek stoi we wschodniej pierzei ul. Gdańskiej, między ul. Krasińskiego, a Słowackiego.

## Charakterystyka
Kamienicę wzniesiono w 1906 roku dla mistrza malarskiego Walthera Minge w miejscu wcześniejszej zabudowy.
Prezentuje ona formy architektury malowniczej, charakterystycznej dla projektów Fritza Weidnera. Architekt mieszkał w tej nieruchomości około 1912 roku.
Bryła budynku została urozmaicona asymetrycznym układem elewacji, pionem loggii, wykuszami i wysokimi, trójkątnymi szczytami wieńczącymi z konstrukcją szachulcową. Styl architektoniczny budowli nawiązuje do wczesnego modernizmu, gdzie dekoracja sztukatorska zostaje zredukowana do minimum, natomiast najważniejszym środkiem artystycznym jest układ elementów architektonicznych składających się na fasadę.
W budynku w okresie międzywojennym funkcjonował salon samochodowy firmy Zagórski & Tatarski, skład rowerów „Kanda" oraz Dom Handlowo-Komisowy „Lasmet".